# Plemiona lechickie
     Dialekty zachodniolechickie †
     Dialekty środkowolechickie
     Dialekty wschodniolechickie

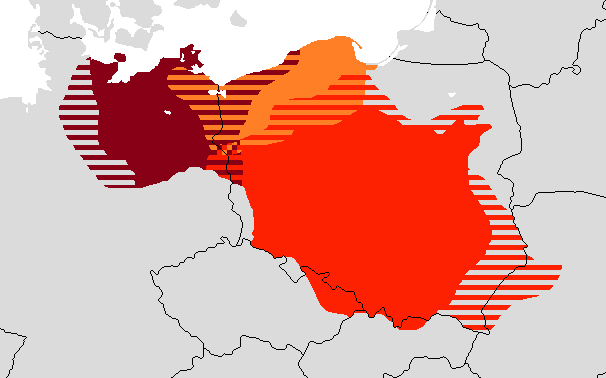
Rozlokowanie ludności posługującej się językami lechickimi w X wieku na planie współczesnych granic.
Dialekty zachodniolechickie †
Dialekty środkowolechickie
Dialekty wschodniolechickie

Plemiona lechickie (też: Ludność lechicka lub Lechici) – grupa plemion zachodniosłowiańskich posługujących się językami lechickimi, w odróżnieniu od innych zachodniosłowiańskich użytkowników języków czesko-słowackich zamieszkujących tereny na południe od lini Sudetów i Karpat oraz łużyckich zamieszkujących tereny na południe od lini rzek Haweli, Sprewy i Bobru.
Do grupy plemion lechickich należą Polanie, Wiślanie, Mazowszanie, Pomorzanie, Ślężanie i Połabianie.
Termin nawiązuje do ruskiej nazwy plemion pol. (Lachy) i być może do opowieści o Lechu.